# Waling jezik
Waling jezik (walung, walüng; ISO 639-3: wly), izumrli sinotibetski jezik koji se govorio u nepalskom distriktu Bhojpur. Ne smije se brkati s jezikom walungge [ola], kojim se služe pripadnici naroda Walung iz Taplejunga.
Jedan je od 26 istočnokirantskih jezika, a bio mu je srodan dungmali [raa]

## Vanjske poveznice
- Ethnologue (14th)
- Ethnologue (15th)